# Minttu
| Minttu 40% alc. och Minttu Black 35% alc. |  | Minttu 40% alc. och Minttu Black 35% alc. |
| Minttu 40% alc. och Minttu Black 35% alc. |  |                                           |

Minttu är en finsk likör med smak av pepparmint. Minttu lanserades i slutet av 1980-talet och varumärket ägs sedan 2008 av Pernod Ricard.
Minttu säljs i Finland i flaskor om 0,5 liter, 0,2 liter, och 0,04 liter med en alkoholhalt på 40 procent (50 procent för 0,2 liter). På fartyg mellan Finland/Estland/Lettland och Sverige kan man köpa 0,5 liters flaskor med en alkoholhalt på 50 procent. Samma flaska finns att köpa i vissa av det svenska Systembolagets butiker. Den starka pepparmintsmaken maskerar en hel del av etanolsmaken vilket gör den till en populär likör. Sockerinnehållet i likören är 290 gram per liter.
I åren runt 2020 lanserades även ett flertal smaksatta lågalkoholvarianter (16 % alkoholhalt) av Minttu. Dessa har smak av bland annat polka, bubbelgum, kanelbulle eller banan, och vissa av smakerna säljs som limited edition (tillfälliga).
Minttu tillverkas både av Altia Oy (Koskenkorva) och Pernod Ricard dock med olika alkoholhalter varav sistnämnda är den starkare.